# Michajlovsk (oblast Sverdlovsk)
Michajlovsk (Russisch: Михайловск) is een stad in de Russische oblast Sverdlovsk, ten westen van de Oeral, in de Cis-Oeral aan het Michailovskmeer (ontstaan in 1806) aan de samenvloed van de riviertjes Serga, Demid en Koeba op 163 kilometer ten zuidwesten van Jekaterinenburg en op 28 kilometer van het districtcentrum Nizjnieje Sergi.

## Geschiedenis
De plaats werd gesticht in 1805 toen de Moskouse handelaar Michail Goebin er een ijzerverwerkingsbedrijf stichtte. De fabriek wordt nog steeds 'Michailovskfabriek' genoemd. In 1961 kreeg de plaats de status van stad.

## Economie en transport
De economie is gecentreerd rond een fabriek voor de verwerking van non-ferro metalen, die een belangrijke Russische producent van aluminiumfolie is. Verder bevindt zich er een papiermolen.

## Demografie
| Ontwikkeling van het inwoneraantal |        |        |        |        |        |
| Jaar                               | 1959   | 1970   | 1979   | 1989   | 2002   |
| Bevolking                          | 10.600 | 12.700 | 12.900 | 12.900 | 10.500 |